# Веремунд
Веремунд (более позднее Вермудо или Бермудо) — король свевов в Галисии (теперь западная Испания и северная Португалия), правивший, возможно, в последней четверти V века.

## Биография
Предположение о существовании короля свевов Веремунда основано на обнаруженной в Сальвадор-де-Вайрао (в Португалии) надписи VI века. Надпись сделана в память о некоей Мариспалле, основавшей христианский храм во времена этого короля. Эту надпись ранее датировали 484 годом (523 год испанской эры). Однако более позднее исследование показало, что между D и X в датировке должно стоять ещё и L, и в таком случае эта надпись датируется 573 (а не 523) годом испанской эры, то есть 535 годом. В таком случае Веремунд мог быть преемником Теодемунда и предшественником Харариха.
Некоторые историки вообще склонны датировать эту надпись VIII веком, сопоставляя Веремунда с королём Астурии Бермудо I.